# فرانكي روز
فرانكي روز (بالإنجليزية: Frankie Rose)‏ هي مغنية أمريكية، ولدت في 18 يناير 1979.

## وصلات خارجية
- الموقع الرسمي
- فرانكي روز على موقع IMDb (الإنجليزية)
- فرانكي روز على موقع ميوزك برينز (الإنجليزية)
- فرانكي روز على موقع ميوزك برينز (الإنجليزية)
- فرانكي روز على موقع أول ميوزيك (الإنجليزية)
- فرانكي روز على موقع ديسكوغز (الإنجليزية)